# Ressègue
Die Ressègue ist ein Fluss in Frankreich, der im Département Cantal in der Region Auvergne-Rhône-Alpes verläuft. Sie entspringt unter dem Namen Ruisseau de Coufols im Gemeindegebiet von Marcolès, entwässert generell in südwestlicher Richtung und mündet nach rund 22 Kilometern im Gemeindegebiet von Saint-Constant unterhalb der Burgruine Château de Merle als rechter Nebenfluss in den Célé.

## Orte am Fluss
(Reihenfolge in Fließrichtung)
- Moulin du Bourg, Gemeinde Saint-Antoine
- Martory, Gemeinde Leynhac
- Labeylie, Gemeinde Saint-Constant